# Carmen Oliver Jaquero
María del Carmen Oliver Jaquero  (Albacete, 22 de mayo de 1969) es una jurista y política española, alcaldesa de Albacete entre 2007 y 2011, miembro del Partido Socialista Obrero Español.

## Biografía
Nació en Albacete el 22 de mayo de 1969. Se licenció en Derecho, trabajando en el despacho de abogacía propio y como asesora en el servicio de atención a la mujer maltratada para la Asociación de Mujeres Separadas y Divorciadas de Albacete (AMUSYD). Pertenece a la asociación de mujeres juristas THEMIS. Está casada y tiene un hijo.
Fue concejala en el Ayuntamiento de Albacete desde 2003, año en que asumió la Concejalía de la Mujer. En 2004, además, asumió la portavocía del PSOE en el consistorio albaceteño y la primera tenencia de alcaldía. En las elecciones municipales de 2007, fue la número 2 en las listas del PSOE que encabezaba el entonces alcalde Manuel Pérez Castell. Tras la victoria del PSOE, Oliver asumió las concejalías de Participación, Mayores, Asociaciones Sociosanitarias, Acción Social, Asuntos Gitanos, Mujer y Barrios, además de continuar en la primera tenencia de alcaldía.
El 14 de diciembre de 2007, Pérez Castell anunció su decisión de dejar el cargo en marzo de 2008 para ser el número uno en la lista del PSOE por la provincia de Albacete en las elecciones al Congreso de los Diputados de España de 2008. El 31 de marzo de dicho año, Carmen Oliver fue elegida alcaldesa por el pleno municipal, cargo del que tomó posesión.
Tras perder el PSOE las elecciones municipales de 2011, pasó a ejercer su labor en la oposición hasta junio de 2015. Tras el cumplimiento de su responsabilidad política regresó a su profesión de abogada con despacho profesional propio en la especialidad de derecho de familia y penal, que compatibiliza con la actividad formativa.